# Équipe du Maroc féminine de volley-ball
L'équipe du Maroc féminine de volley-ball est l'équipe nationale qui représente le Maroc dans les compétitions internationales féminines de volley-ball. Elle est actuellement classée au 55e rang de la Fédération internationale de volley-ball au 25 août 2023.

## Palmarès
- Championnat d'Afrique
  - Deuxième (1) : 1987
  - Troisième (2) : 1976 et 2021
  - Sixième (4) : 2005, 2009, 2015 et 2019

- Jeux africains
  - Troisième (1) : 2019

- Jeux panarabes
  - Troisième (1) : 1997
- Championnat Arabe des Nations Féminin  :1988  - 2éme : 1988